# Aiguille du Fou
L'aiguille du Fou, qui culmine à 3 501 m d'altitude, est l'une des aiguilles de Chamonix dans le massif du Mont-Blanc. L'aiguille du Fou doit sa notoriété à sa face sud exceptionnellement raide et lisse.

## Géographie
Elle se situe sur l'arête principale des aiguilles de Chamonix, au sud de l'aiguille de Blaitière, entre l'aiguille des Ciseaux au nord, et la pointe de Lépiney au sud, dont elle est séparée par le col du Fou (3 365 m).
Côté Chamonix, la face ouest de l'aiguille du Fou domine le glacier de Blaitière. Le sommet de l'aiguille du Fou n'est ni très haut ni très individualisé se situant à l'arrière-plan de l'aiguille de Blaitière, côté Chamonix.
Comme la plupart des sommets du massif du Mont-Blanc, les roches constituant l'aiguille du Fou sont formées d'une variété de granite appelée protogine.

## Histoire
- 16 juillet 1901 : première ascension de l'aiguille du Fou par Émile Fontaine avec le guide Joseph Ravanel. Ils gravissent le bloc sommital grâce à un lancer de corde. La première ascension du passage en libre (V) est due à Armand Charlet avec G. Charlet et Mlles E. et Y. Carmichaël[3].
- 1926 : face ouest par S. Washburn, Georges Charlet et Antoine Ravanel (D).
- 1933 : arête sud-ouest par Pierre Allain et R. Latour.
- 25 et 26 juillet 1963 : face sud par John Harlin, Tom Frost, Stewart Fulton et Gary Hemming, utilisant les techniques d'escalade artificielle mises au point dans le Yosemite. Une célèbre photo de Tom Frost montre John Harlin au bout d'une lame de rocher surplombante au sommet du Fou[4]. Le passage clef de l'ascension est la fissure diagonale (d'une longueur près de 80 m) qui a été surmontée par Tom Frost en escalade libre et avec un seul piton (ED)[2].
- 1976 : première hivernale de la face sud par Michel Berruex et Robert Flematti.

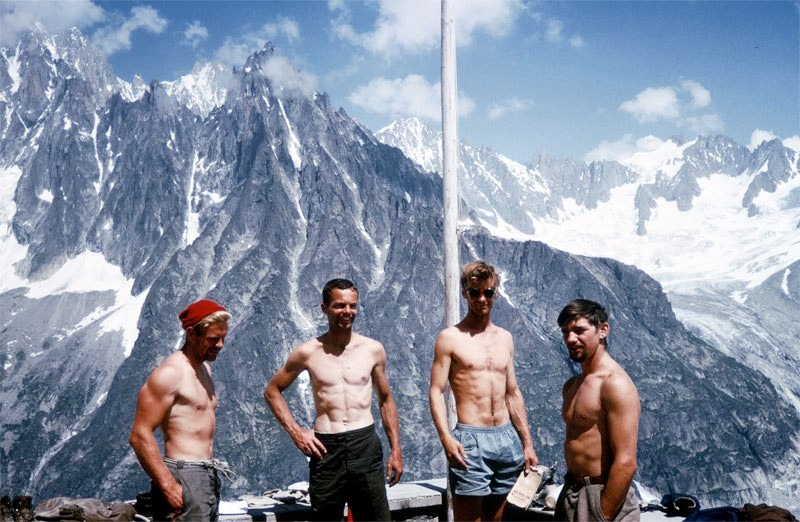
L'équipe de la face Sud du Fou au refuge de l'Envers des Aiguilles en 1963 : de gauche à droite John Harlin, Tom Frost, Gary Hemming et Stewart Fulton.
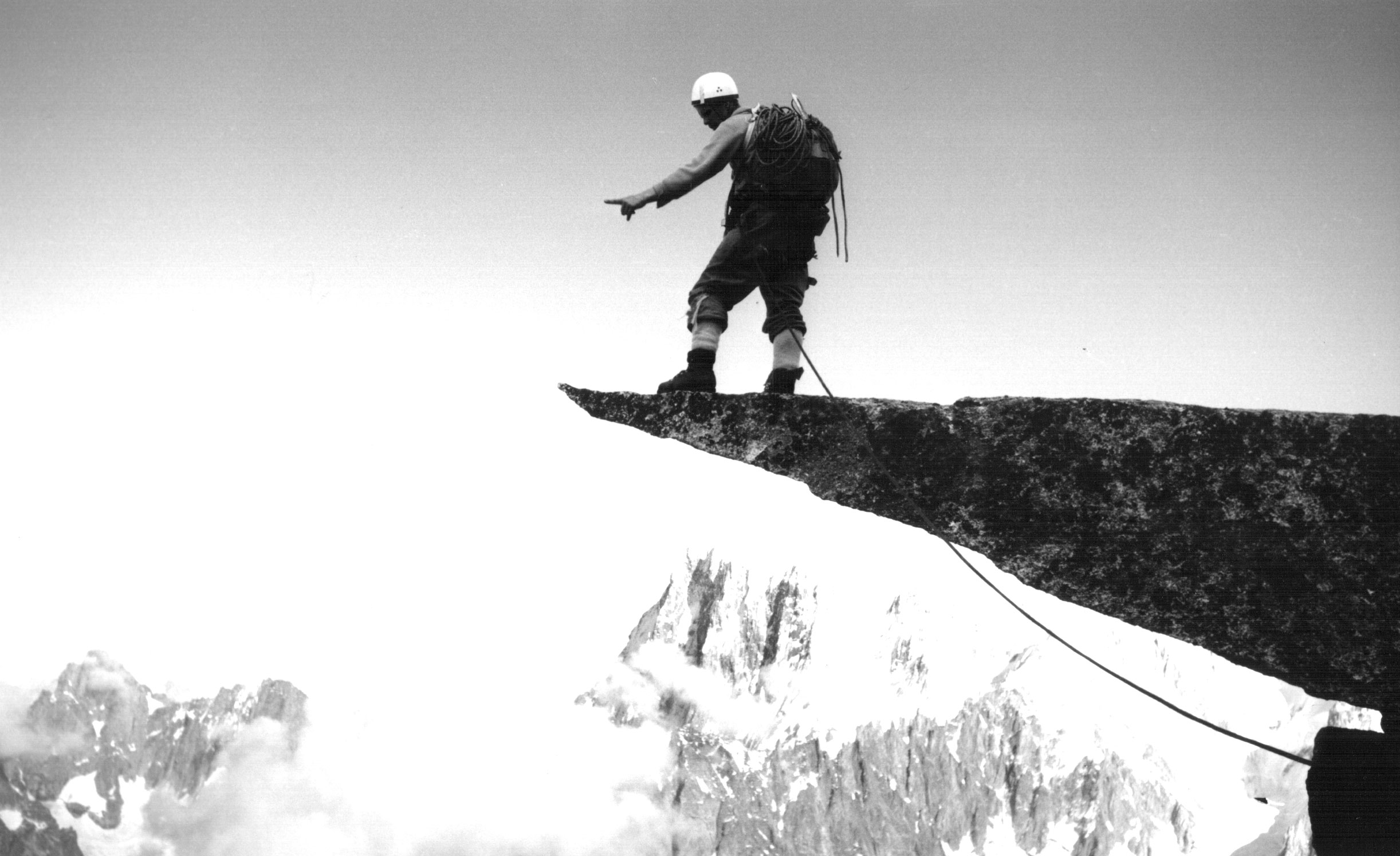
John Harlin au sommet de l'aiguille du Fou après la première de la face sud - photo de Tom Frost (1963).

## Bibliographie

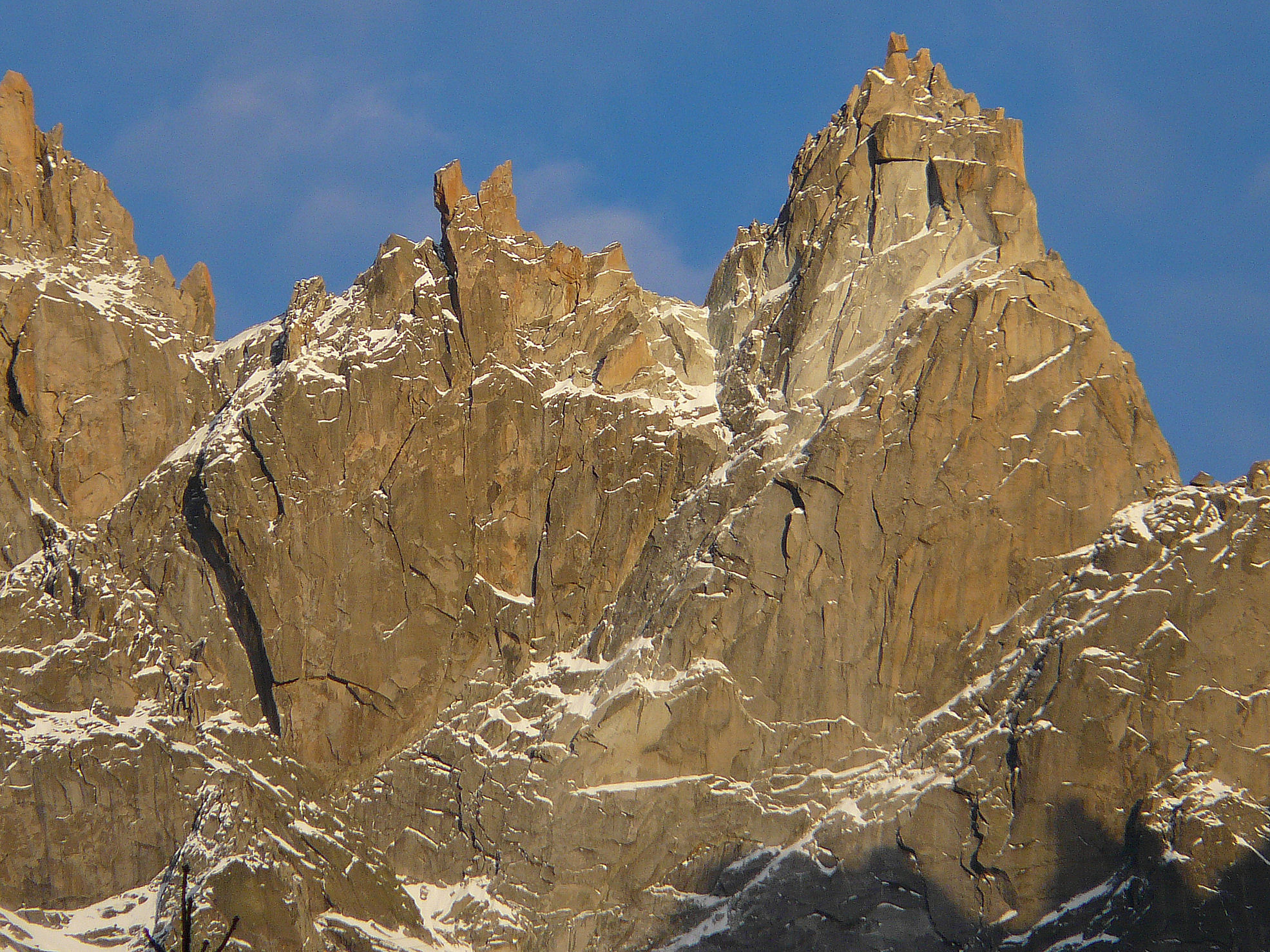
Les Ciseaux et le Fou, versant nord-ouest.